# Église Saint-Nicolas de Kać
Pour les articles homonymes, voir Église Saint-Nicolas.
L'église Saint-Nicolas de Kać ou église de la Translation-des-Reliques de Saint-Nicolas de Kać (en serbe cyrillique : Црква Преноса моштију Светог Николе у Каћу ; en serbe latin : Crkva Prenosa moštiju Svetog Nikole u Kaću) est un édifice religieux orthodoxe sis à Kać, sur le territoire de la ville de Novi Sad, en Serbie. Construite dans la première moitié du XIXe siècle, elle est inscrite sur la liste des monuments culturels protégés de la république de Serbie (Identifiant no SK 1853).

## Présentation

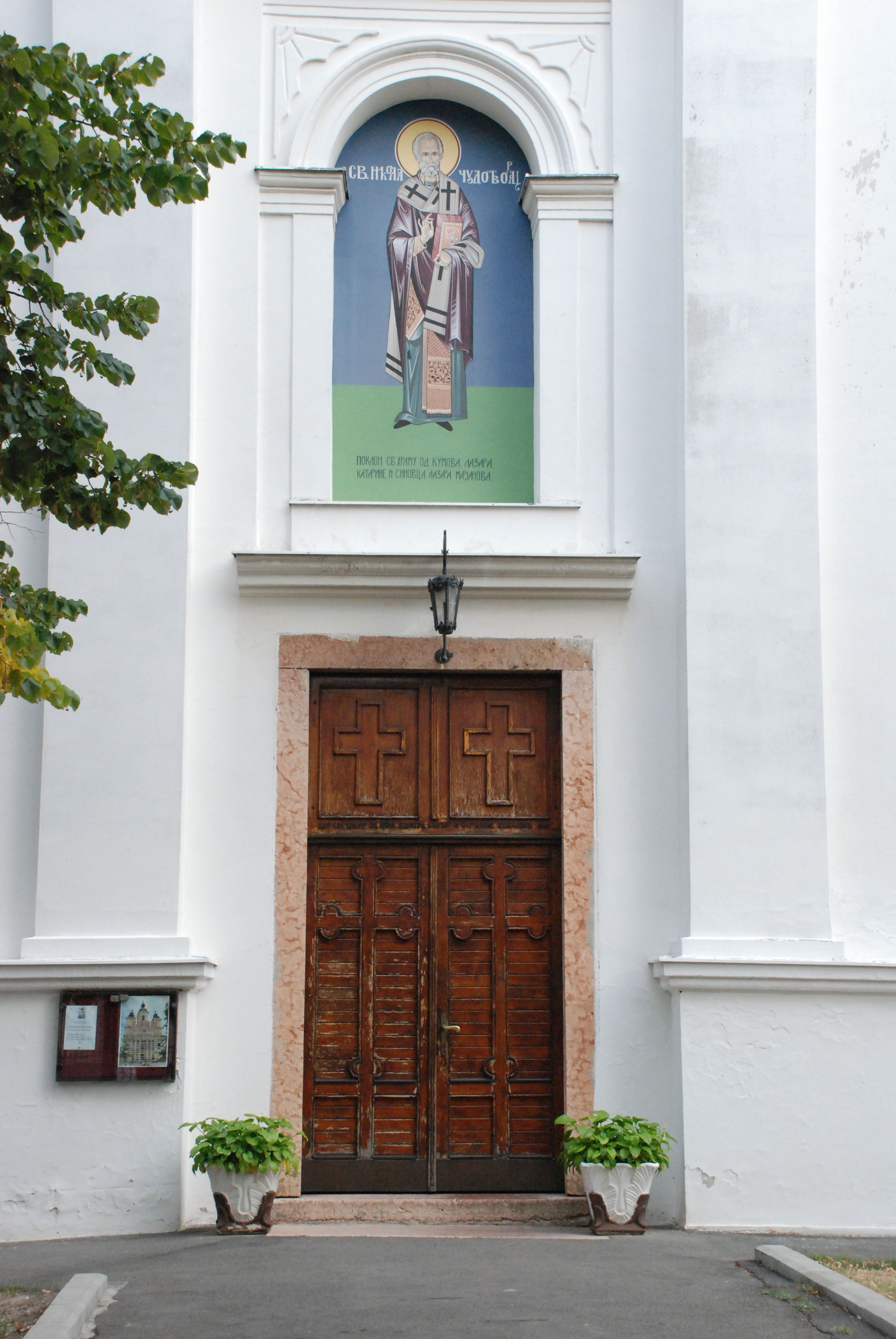
L'entrée de l'église